# Barranc de la Mulla
El barranc de la Mulla, en diversos mapes grafiat com a Barranc de la Muller, és un barranc dels termes municipals de Castell de Mur (antic terme de Mur) i Sant Esteve de la Sarga que s'origina en el primer d'aquests dos municipis, i va a abocar-se en el barranc del Bosc en els Horts del Sastre, a prop del Molí de Carrió, pertanyent a Moror, dins del territori del segon dels termes esmentats.
Es forma a 803 m. alt., on s'ajunten la llau de Farmicó, que ve del nord, amb el barranc de la Censada, que ho fa del nord-oest, a prop, al sud, de l'abandonada Casa Farmicó. Va baixant sempre cap al sud, però fent nombroses giragonses per tal d'anar superant les serres que van emmarcant la vall d'aquest barranc, com la Serra de Carboner, i va rebent l'afluència de diversos barrancs que venen de dreta i esquerra. Els de la dreta, entre els quals destaca el barranc de Carboners, davallen de la Serra del Coscó, mentre que els de l'esquerra, ho fan de la Serra d'Estorm. La majoria són cursos d'aigua curts i dreturers, sense nom conegut.
A la part final, poc abans de vessar les seves aigües en el barranc del Bosc, rep per la dreta el barranc de Font Tova, que es forma prop d'Alzina, i el barranc de Canabolls, paral·lel al del Bosc, i que neix prop de l'ermita de Sant Martí de l'Alzina.
Finalment, desaigua al barranc del Bosc en el lloc conegut com els Horts del Sastre, prop i al nord-oest del Molí de Carrió. Té uns 3,5 quilòmetres de recorregut.